# Fulgens radiatur

Wappen Papst Pius XII.

Mit der Enzyklika Fulgens radiatur (lat.: Er wird leuchtend erstrahlt) gedachte Papst Pius XII. am 21. März 1947 des 1400. Todestags des Heiligen Benedikt von Nursia.

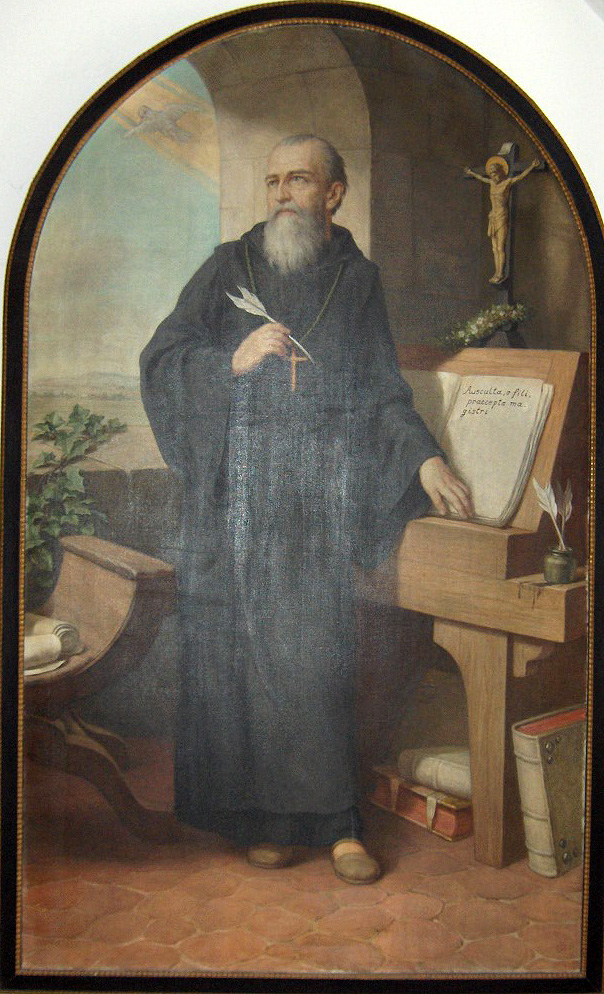
St. Benedikt schreibt seine Regel

## Inhalt
Pius XII. erinnerte insgesamt an das Leben und Wirken des Heiligen Benedikt und hob dessen Werke hervor, diese hätten die Künste und Wissenschaften gefördert. In der Enzyklika schrieb er über
- das Leben des Benedikt,
- die Verdienste des Heiligen für die Kirche und Kultur,
- die Lehren und Regeln (Regula Benedicti) in der ganzen Welt,
- und den Wiederaufbau des Klosters von Monte Cassino.

## Textausgaben
- ACTA PII PP. XII: LITTERAE ENCYCLICAE PIUS PP. XII Fulgens radiatur. In: Acta Apostolicae Sedis XXXIX (1947) pp. 137–155. [amtlicher lateinischer Originaltext]
- Rundschreiben Papst Pius' XII. vom 21. März 1947 FULGENS RADIATUR. In: Heilslehre der Kirche. Dokumente von Pius IX. bis Pius XII. Deutsche Ausgabe des französischen Originals von P[aul] Cattin O.P. und H[umbert]-Th[omas] Conus O.P. besorgt von Anton Rohrbasser. Paulusverlag, Freiburg/Schw. 1953, S. 1121–1140.
- ENZYKLIKA PAPST PIUS XII. zur 14. Jahrhundertfeier des Todes Sankt Benedikts »Fulgens Radiatur«. In: Benediktinische Monatschrift XXIII. Jg. (1947), S. 177–190.